# Georg von Rechenberg
Karl Friedrich Georg Freiherr von Rechenberg (* 12. Mai 1846 in Putbus; † 8. Juni 1920 in Berlin) war ein preußischer Generalleutnant.

## Leben
Georg war der Sohn von Bernhard Gottlob Friedrich Freiherr von Rechenberg (* 9. Dezember 1813 in Dahme/Mark; † 4. Dezember 1869 in Dessau) und dessen Ehefrau Charlotte Johanna, geborene von Münchow (* 23. Dezember 1821 in Bonn; † 3. November 1868 in Dessau). Der Vater war u. a. Hofprediger, Superintendent und Konsistorialrat im Herzogtum Anhalt. 
Rechenberg trat am 1. April 1866 in das Anhaltinische Füsilier-Regiment in Dessau ein, in dem er am 14. November 1867 Offizier wurde. Im Krieg gegen Frankreich, in dem er bei Toul verwundet wurde, erwarb er das Eiserne Kreuz. Im Mai 1877 als Hauptmann in den Großen Generalstab versetzt, trat er im Jahre 1881 in den Generalstab der 8. Division in Erfurt über. 1891 wurde er als Oberstleutnant Abteilungschef im Großen Generalstab. In dieser Eigenschaft wurde er im Juni 1893 Oberst und im März 1897 Generalmajor. Als solcher war Rechenberg vom 1. April 1898 bis zum 21. Mai 1900 Kommandeur der 21. Infanterie-Brigade in Schweidnitz. Unter Beförderung zum Generalleutnant folgte anschließend seine Versetzung in den Großen Generalstab sowie die Ernennung zum Oberquartiermeister. Daran schloss sich ab 16. Juni 1900 eine Verwendung als Direktor der Kriegsakademie an. In dieser Stellung war Rechenberg auch gleichzeitig als Präses der Studienkommission der Kriegsakademie und als Mitglied der Obersten Militärstudienkommission tätig. Am 20. August 1902 wurde er in Genehmigung seines Abschiedsgesuches mit der gesetzlichen Pension zur Disposition gestellt und feierte am 1. April 1916 sein 50-jähriges Militärjubiläum.

## Familie
Seine erste Frau war Hertha von Bonin, die Hochzeit war in Freienwalde a. d. O. 1877. Mit ihr hatte er den Sohn Bernhard (* 1878), der Offizier wurde. Der Sohn Georg (* 1880) war das zweite Kind, Tochter Charlotte (* 1882) das dritte Kind, Hertha (* 1884) das vierte. Es folgten noch die Söhne Wilhelm (* 1886) und Hans (* 1886; † 1918), der Rechtsanwalt wurde. Hertha von Rechenberg war zweimal verheiratet, zuerst mit Fabrikbesitzer, Künstler und Politiker Freiherr Ferdinand von Helldorff, dann mit Karl Graf von Lodron-Laterano, Geheimer Rat und Landespräsident a. D.
Verwitwet heiratete er gegen Ende des 19. Jahrhunderts Hildegard Klara Elisabeth Gräfin von der Schulenburg. Aus der Ehe gingen die drei Kinder Friedrich Georg von Rechenberg (* 1891; † 1966), Elisabeth (* 1893) und Hildegard (* 1895) hervor. Letztere war verheiratet mit Joachim Sander, Oberst in der Wehrmacht und Kommandeur des Panzerregiments 31.